# Vehkajärvi (sjö i Mäntyharju, Södra Savolax, Finland)
Vehkajärvi eller Iso-Vehkajärvi är en sjö i Finland. Den ligger i kommunen Mäntyharju i landskapet Södra Savolax, i den södra delen av landet, 150 km nordost om huvudstaden Helsingfors. Vehkajärvi ligger 82,2 meter över havet. Arean är 2,46 kvadratkilometer och strandlinjen är 12,87 kilometer lång. Sjön  ingår i Kymmene älvs huvudavrinningsområde.   I omgivningarna runt Vehkajärvi växer i huvudsak blandskog. Den sträcker sig 2,9 kilometer i nord-sydlig riktning, och 1,6 kilometer i öst-västlig riktning.
I övrigt finns följande i Vehkajärvi:
- Vehkasaari (en ö)
- Isonrannansaari (en ö)